# 1948年アメリカ合衆国大統領選挙
1948年アメリカ合衆国大統領選挙（1948ねんアメリカがっしゅうこくだいとうりょうせんきょ、英語: United States presidential election, 1948）は、1948年11月2日に行われたアメリカ合衆国大統領選挙（第41回）である。

## 概要
アメリカ史上最大級の番狂わせが起こった選挙であったと多くの歴史家から言及されており、選挙前に行われたあらゆる予測（世論調査を行っていようといまいと）では、民主党の現職大統領ハリー・S・トルーマンが共和党候補のトマス・E・デューイに敗れるとしていた。しかしながらトルーマンは、所属する民主党の3分裂（民主党、ディキシークラット党、進歩党）を克服して勝利した。この驚くべき勝利によって、民主党は大統領選挙で1932年から5回続けて勝利することとなった。この大統領選挙でのトルーマンの勝利は民主党の多数党としての立場を確立させ、この状態は保守派の再編となった1968年の選挙まで続くことになった。

## 候補者の指名

### 共和党の指名
共和党の指名候補者 

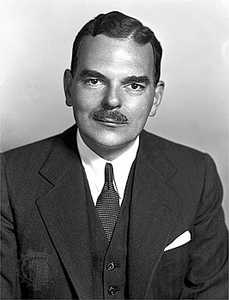
トマス・E・デューイ、ニューヨーク州知事
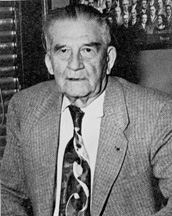
ハーバート・E・ヒッチコック（英語版）、元サウスダコタ州選出アメリカ合衆国上院議員
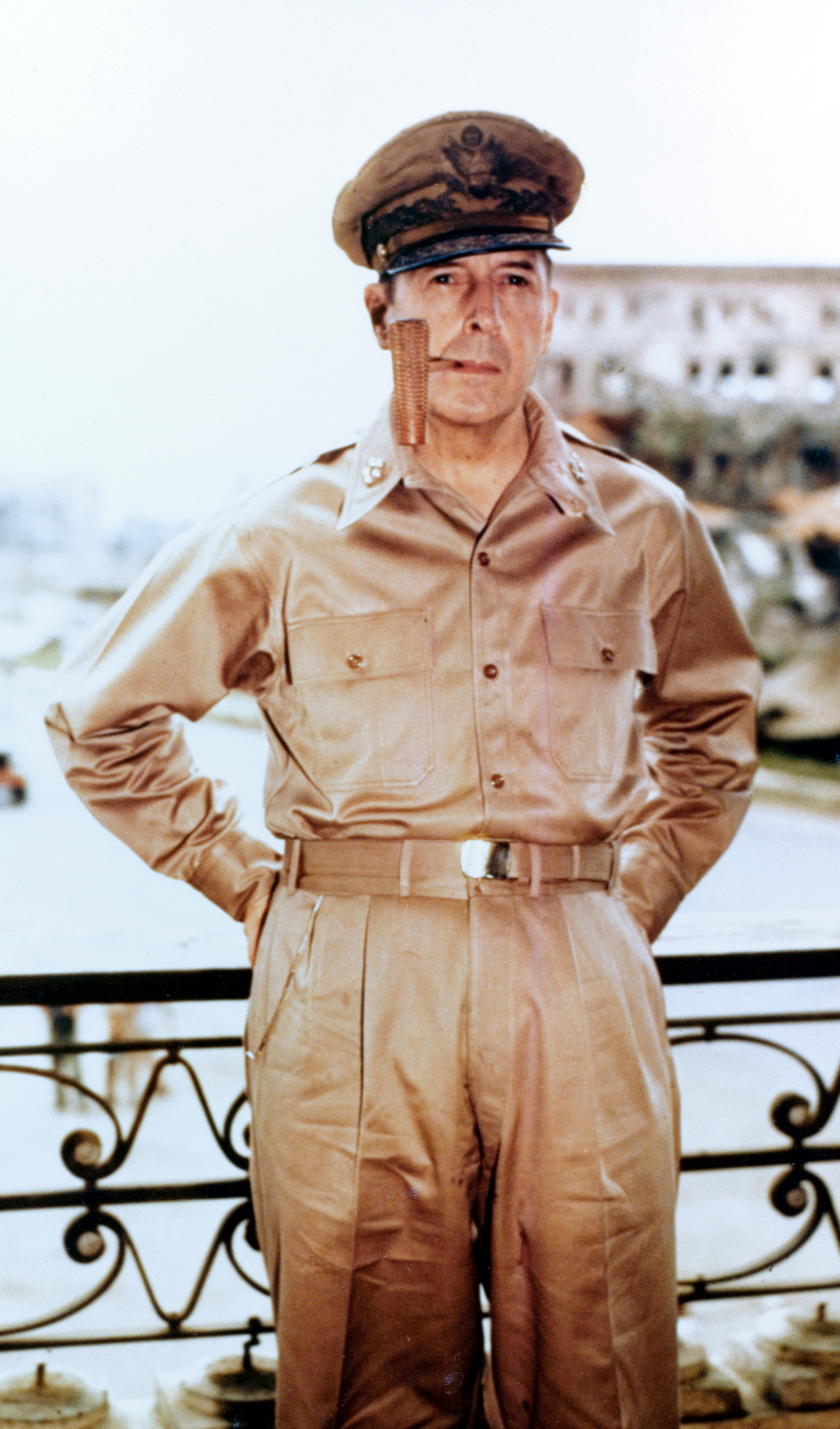
ダグラス・マッカーサー、アメリカ陸軍将軍、アーカンソー州出身
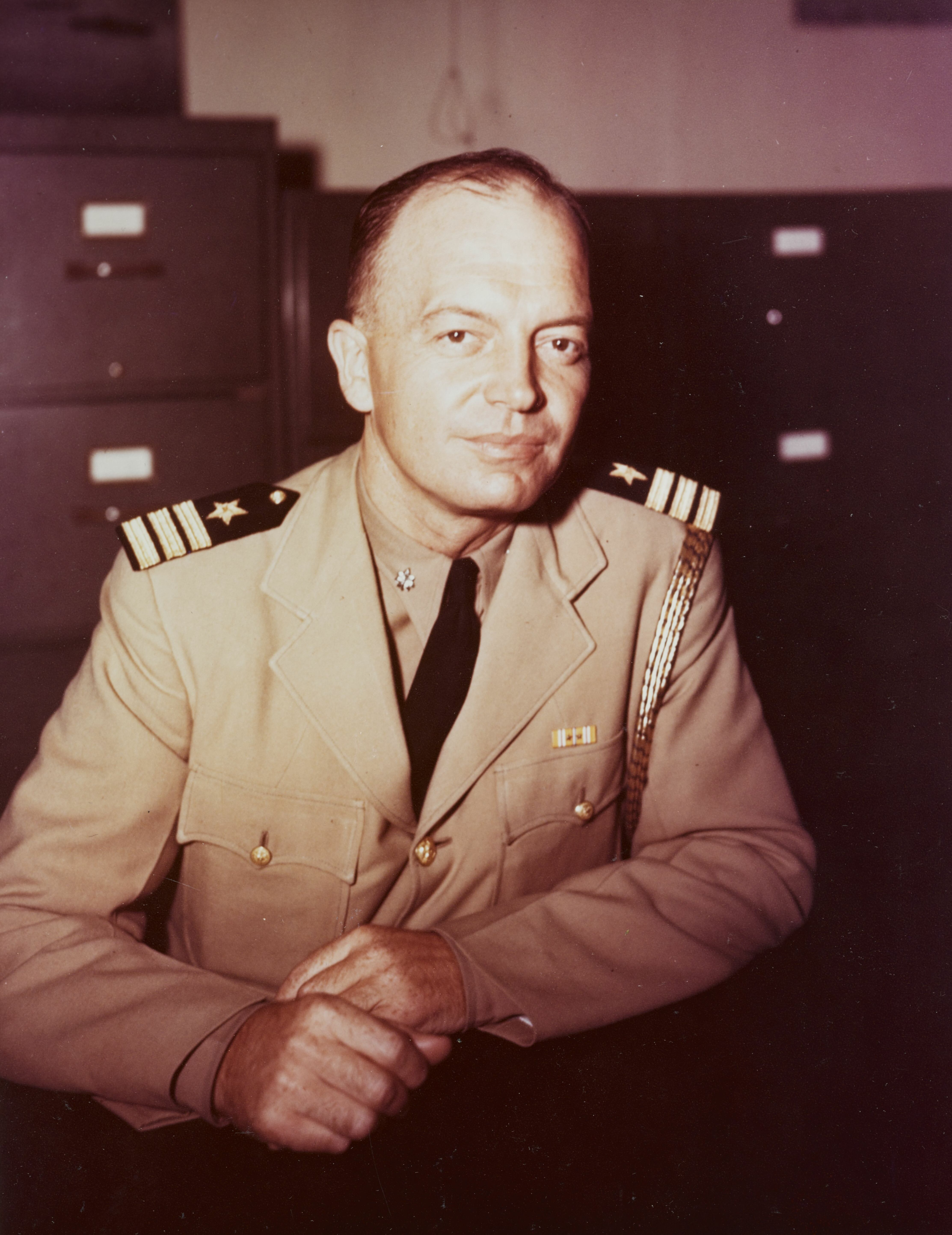
ハロルド・スタッセン（英語版）、元ミネソタ州知事
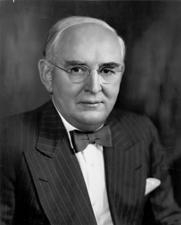
アーサー・ヴァンデンバーグ、ミシガン州選出アメリカ合衆国上院議員、上院臨時議長
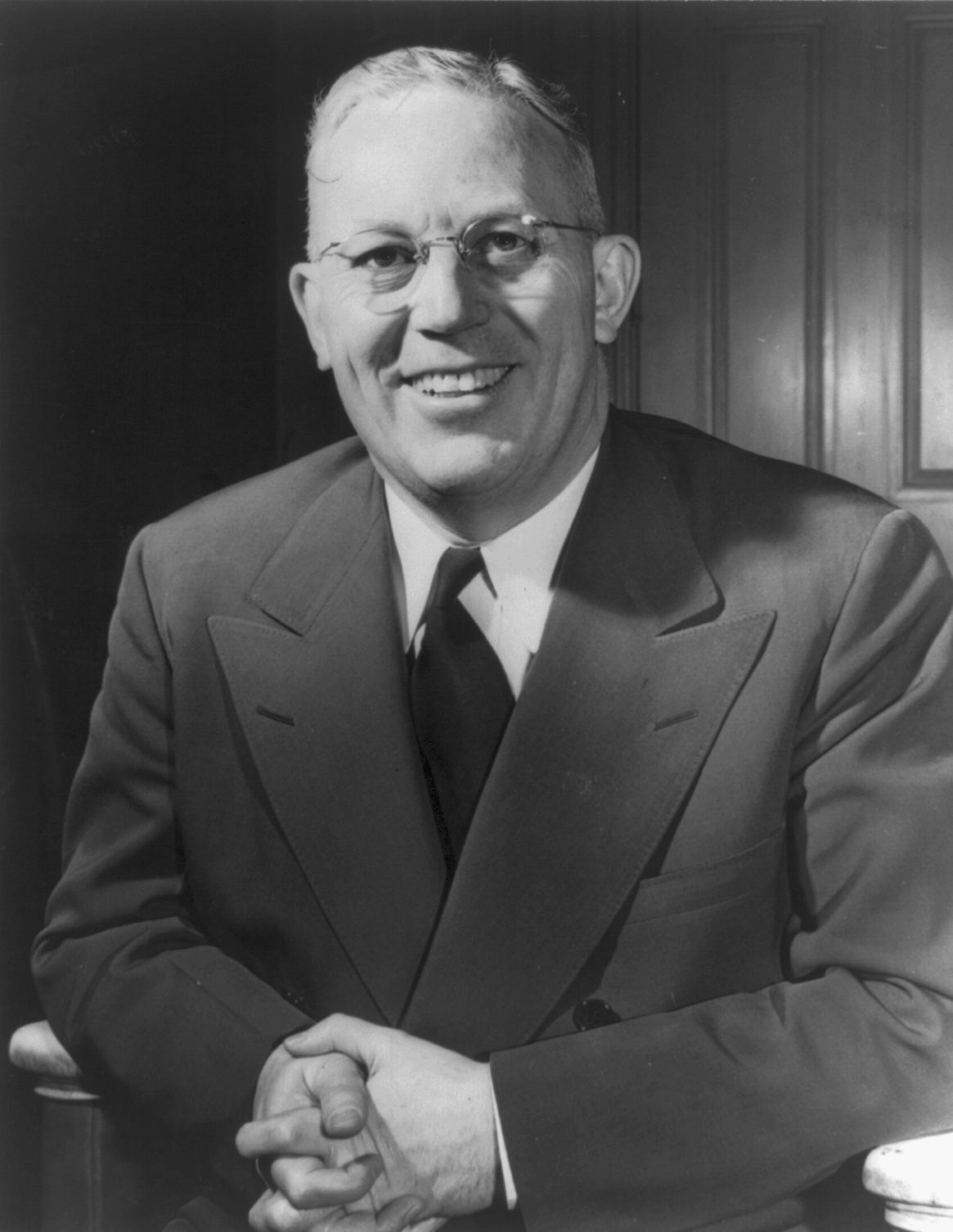
アール・ウォーレン、カリフォルニア州知事
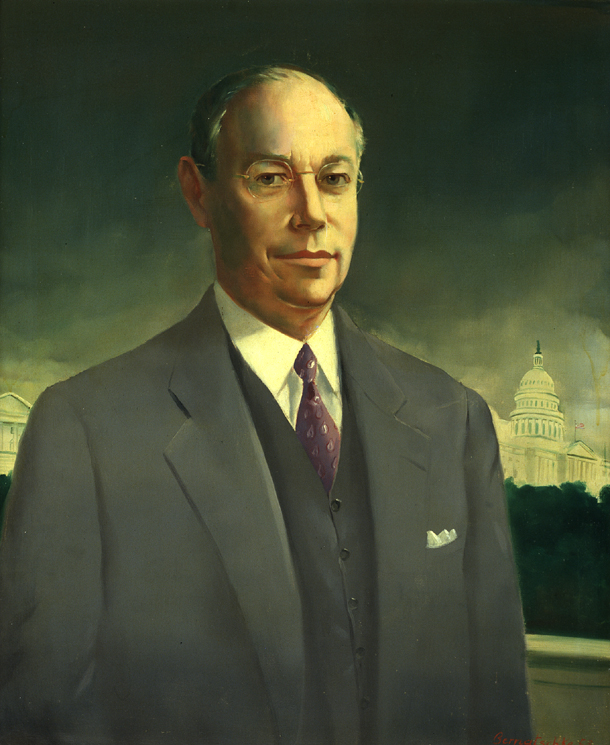
ロバート・タフト、オハイオ州選出アメリカ合衆国上院議員

- ライリー・A・ベンダー（英語版）、実業家、イリノイ州出身
- ジョーゼフ・ウィリアム・マーティン・ジュニア、アメリカ合衆国下院議長、マサチューセッツ州出身
- エドワード・マーティン（英語版）、元ペンシルベニア州知事
- レブレット・ソルトンストール（英語版）、マサチューセッツ州選出アメリカ合衆国上院議員

2大政党は第二次世界大戦で最も人気を博した将軍であるドワイト・D・アイゼンハワー将軍に食指を動かした。1948年ではアイゼンハワーの政治的見解は不明だった。彼は後の出来事でわかったように中道の共和党員だったが、1948年にはいかなる政党の指名もきっぱりと断った。
アイゼンハワーが断ると、共和党の候補指名争いはニューヨーク州知事トマス・E・デューイ、元ミネソタ州知事ハロルド・スタッセン、ダグラス・マッカーサー将軍、オハイオ州選出アメリカ合衆国上院議員ロバート・タフトおよびカリフォルニア州知事アール・ウォレンが有力となった。デューイ知事は1944年の共和党候補であり、予備選挙が始まった時に1番手と目された。デューイは1946年の選挙で共和党が東部で力強く躍進した時の指導者と認められており、ニューヨーク州知事としては州の歴史の中でも最大の票差で再選されていた。デューイの欠点は多くの共和党員に嫌われていたことだった。彼を観察する者には冷たく、堅物で見下したような印象を与えた。タフトは共和党保守派の指導者だった。彼は1947年に民主党の国内外交両政策を攻撃することで選挙運動を開始した。外交政策において、タフトは孤立主義であり、タフトが占領下のドイツにモーゲンソー・プランを実行し、それによってヨーロッパ経済を破綻させ、（タフトの見解では）マーシャル・プランという形で合衆国の税金での救済を要求するようになると非難した。国内問題では、タフトとその仲間の保守派が、1930年代に作られたニューディール政策の社会福祉計画の多くを廃止しようとしており、これらの計画は実業界の利益にとって金を遣いすぎ有害だと見なした。タフトには2つの大きな弱みがあった。精彩の無い鈍感な候補者であり、党指導者の大半からはあまりに保守的すぎて論議が多く大統領選挙には勝てないと見られていた。タフトの支持基盤は出身地の中西部と南部の一部に限られていた。
1948年の「意外な」候補者は、ミネソタ州政界の元「天才少年」スタッセンだった。スタッセンは31歳の若さでミネソタ州知事に選ばれ、1943年には知事職を辞めて第二次世界大戦ではアメリカ陸軍で従軍した。1945年には国際連合を創設する委員会で働いた。スタッセンは共和党の指名候補の中では最も「革新的」と広く認められていたが、予備選挙が進むにつれて、多くの問題で曖昧だと批判されるようになった。スタッセンはウィスコンシン州とネブラスカ州の予備選挙でデューイを破り、1番手に浮上した。続いてタフトの出身州であるオハイオ州でタフトを破ろうとして、戦略的な誤りを犯した。スタッセンは、タフトの出身州でタフトを破れば、タフトは指名争いを諦めることになり、タフト支持の代議員の大半がデューイではなくスタッセン支持に回るものと考えた。しかし、タフトがオハイオ州では勝利し、スタッセンは党保守派から嫌われるようになった。それでもスタッセンは近付きつつあるオレゴン州予備選挙の世論調査ではデューイをリードしていた。しかし、デューイはオレゴン州で負ければ指名のチャンスは無くなると認識して、その力強い政治組織をオハイオ州に送り込み、大金を遣ってオレゴン州での選挙宣伝を行った。スタッセンもラジオの全国放送でのデューイとの討論に同意し、これが初めての大統領候補者同士のラジオ討論となった。討論での唯一の問題はアメリカで共産党を非合法にするか否かに関してであった。スタッセンは、その革新的だという評判にも拘わらず、共産党を非合法化することに賛成であり、デューイはそれに反対する議論を展開することになった。ある時点でデューイは「あなたは銃で概念を撃つ訳にはいかない」と述べたことで有名になった。観察者の大半は討論の勝者をデューイとした。数日後のオレゴン州予備選挙でデューイがスタッセンを破った。この時点以降、ニューヨーク州知事（デューイ）は、党の2回目の指名を得るために必要な気運を得た。
予備選挙での一般投票結果は以下の通りだった。
- アール・ウォレン - 771,295 (26.99%)
- ハロルド・スタッセン（英語版） - 627,321 (21.96%)
- ロバート・タフト - 464,741 (16.27%)
- トマス・E・デューイ - 330,799 (11.58%)
- ライリー・A・ベンダー（英語版） - 324,029 (11.34%)
- ダグラス・マッカーサー - 87,839 (3.07%)
- レブレット・ソルトンストール（英語版） - 72,191 (2.53%)
- ハーバート・E・ヒッチコック（英語版） - 45,463 (1.59%)
- エドワード・マーティン（英語版） - 45,072 (1.58%)
- 非拘束代議員 - 28,854 (1.01%)
- アーサー・ヴァンデンバーグ - 18,924 (0.66%)
- ドワイト・D・アイゼンハワー - 5,014 (0.18%)
- ハリー・S・トルーマン - 4,907 (0.17%)
- ヘンリー・A・ウォレス - 1,452 (0.05%)
- ジョーゼフ・ウィリアム・マーティン・ジュニア - 974 (0.03%)

### 共和党全国大会
1948年共和党全国大会はフィラデルフィアで開催された。この大会はテレビの全国放送で流された最初の大会だった。大会が始まった時、デューイが代議員数で大きくリードしていると考えられた。主要な対抗馬はタフト、スタッセンおよびミシガン州選出上院議員のヴァンデンバーグであり、3人はタフトが泊まっているホテルのスィートで「ストップ・デューイ」作戦を練った。しかし、デューイに対抗するために3人から1人の候補者に絞るということを3人共が拒否し、大きな障害となった。その代わりに、3人全てが単純に自分達の代議員の確保に努めることで合意し、デューイが過半数を得られないようにしておくことを期待するとした。このことは無益なことが分かった。デューイの効率的な選挙対策チームは、指名に必要な残りの代議員を整然と集めていた。指名投票の2回目で、デューイは33票が不足しているだけだった。このときタフトはスタッセンを呼んで、指名争いから撤退しデューイの主要対抗者としてタフトを推すように要請した。スタッセンがこれを拒否すると、タフトは譲歩演説を書き上げて3回目の投票前に読み上げた。デューイは拍手喝采をもって指名された。続いてデューイは人気のあるカリフォルニア州知事アール・ウォーレンをその副大統領候補に選んだ。この大会の後で、報道機関の政治担当者は大半がこの共和党の候補者組合せで民主党に対して勝利することになると評価した。
| 投票回                                       | 1   | 2   | 3    |
| -------------------------------------------- | --- | --- | ---- |
| トマス・E・デューイ                          | 434 | 515 | 1094 |
| ロバート・タフト                             | 224 | 274 | 0    |
| ハロルド・スタッセン                         | 157 | 149 | 0    |
| アーサー・ヴァンデンバーグ                   | 62  | 62  | 0    |
| アール・ウォーレン                           | 59  | 57  | 0    |
| ドワイト・グリーン                           | 56  | 0   | 0    |
| アルフレッド・ドリスコル                     | 35  | 0   | 0    |
| レイモンド・ボールドウィン                   | 19  | 19  | 0    |
| ジョーゼフ・ウィリアム・マーティン・ジュニア | 18  | 10  | 0    |
| ダグラス・マッカーサー                       | 11  | 7   | 0    |
| エヴァレット・ダークセン                     | 1   | 0   | 0    |
| キャロル・リース                             | 1   | 1   | 0    |

### 進歩党の指名

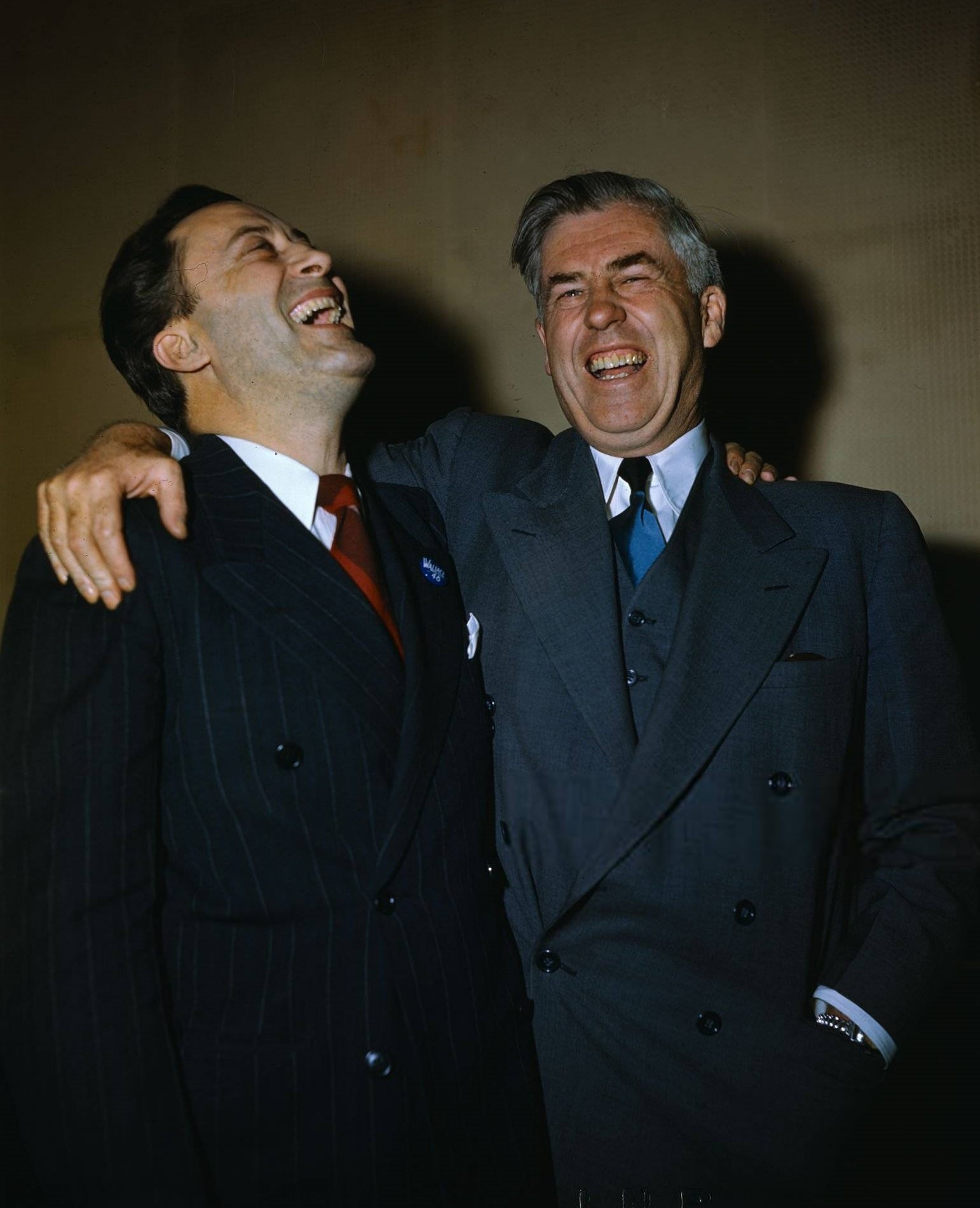
進歩党の候補者となったヘンリー・A・ウォレス（右）とグレン・H・テイラー

一方、民主党は崩壊した。進歩党が1948年に新たに結党され、フランクリン・ルーズベルト政権で農務長官と副大統領を務めたヘンリー・A・ウォレスを大統領候補に指名した（進歩党という名前は1912年のセオドア・ルーズベルトおよび1924年のロバート・ラフォレットが使っていた）。1946年にトルーマン大統領は、ウォレスがトルーマンのソ連に対する確固たる姿勢を公然と批判したときに、商務長官だったウォレスをクビにしていた。1948年のウォレスの綱領は冷戦、マーシャルプランおよび大企業に反対するものだった。ウォレスはまた黒人や女性に対する差別を終わらせ、最低賃金を補償し、下院非米活動委員会を排除することを要求していた。非米活動委員会は合衆国政府や労働組合の中で共産主義者スパイの問題を調査していた。ウォレスとその支持者は、委員会が政府職員や労働組合の公民権を侵害していると考えた。しかし進歩党は、彼等が合衆国よりもソ連に忠実な共産主義者によって密かにコントロールされているという一般に拡がった思いこみによって、大きな議論の種を生み出してしまった。ウォレス自身は共産主義者であることを否定したが、共産主義者の支持を否定することは何度も拒んでおり、ある時点では、「共産主義者は初期キリスト教の殉教者に近いものがある」と言ったとされている。
フィラデルフィアで開催された進歩党党員集会は活発な議論を呼んだ。H・L・メンケンやドロシー・トンプソンのような著名な新聞記者数人は、進歩党が極秘に共産主義者にコントロールされていると公然と告発した。進歩党の指導者数人（例えば社会主義者の指導者ノーマン・トーマス）は、ウォレスに不当な共産主義者の影響力が及ぼされていると認識されることについて反対し離党した。トマスはウォレスに対する代案として非共産主義者の革新を提案するためにアメリカ社会党の大統領候補として出馬した。
アイダホ州選出アメリカ合衆国上院議員グレン・H・テイラーは、「歌うカウボーイ」として知られる風変わりな人物であり、1944年に上院議員に当選したときは愛馬「ナゲット」でアメリカ合衆国議会議事堂の階段を上ったことがあったが、ウォレスの副大統領候補に指名された。

### 民主党の指名

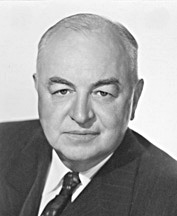
ハーリー・M・キルゴア（英語版）、ウェストバージニア州選出アメリカ合衆国上院議員
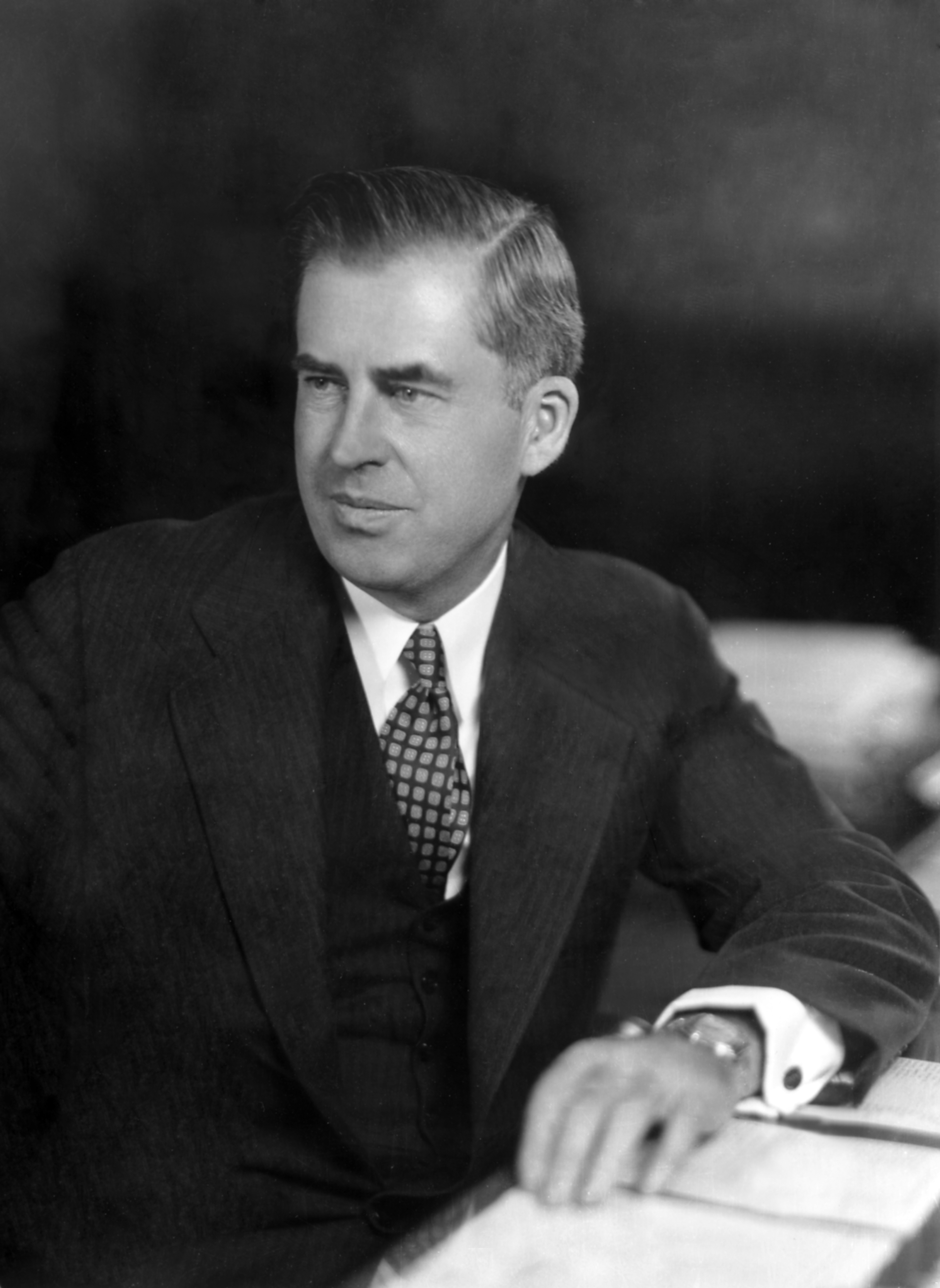
ヘンリー・A・ウォレス、元副大統領、アイオワ州出身
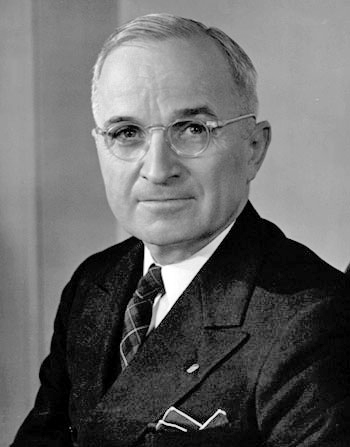
ハリー・S・トルーマン、現職大統領、ミズーリ州出身
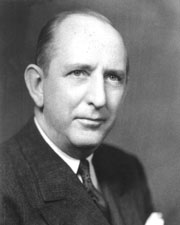
リチャード・ラッセル・ジュニア、ジョージア州選出アメリカ合衆国上院議員

1948年民主党全国大会は7月12日にフィラデルフィアで開催されたが、数週間前に共和党の大会が開催されたのと同じ会場だった。士気は低かった。共和党は1946年の中間選挙でトルーマンに反対して選挙運動を行い、アメリカ合衆国議会両院を制し、州知事も過半数を取っていた。また世論調査ではトルーマンが共和党の候補者デューイにリードされており、ある場合は2桁の差がついていることを示していた。さらに革新派の民主党員はヘンリー・ウォレスの新しい進歩党に加入しており、党指導者はウォレスがトルーマンの票を奪うことで、北部や中西部の大票田州を共和党に渡してしまうことを恐れた。
世論調査におけるトルーマンの低い評価の結果として、民主党のボス達幾人かはトルーマンを「棄て」、もっと人気のある候補者を指名しようと動き始めた。この動きの指導者の中には、シカゴ民主党組織の「ボス」ジャック・アービー、ニュージャージー州の「ボス」フランク・ヘイグ、元大統領フランクリン・ルーズベルトの長男ジェイムズ・ルーズベルト、フロリダ州選出アメリカ合衆国上院議員クロード・ペパーがいた。反乱者の主要目標はドワイト・アイゼンハワー将軍だった。しかし、彼等の努力にも拘わらず、アイゼンハワーは候補者になることを拒否した（1952年には共和党員であることを明らかにした）。トルーマン「棄て」運動の指導者達はこの拒絶に遭っては、渋々ながらトルーマン指名に協力することで合意した。民主党全国大会ではミネアポリス市長であるヒューバート・ハンフリーに率いられた北部の革新派集団が黒人の公民権を推進する綱領を提案して（活発な南部の反対はあったが）成功した。ハンフリーは公民権推進綱領を提案する演説で、「民主党が州の権限の影から脱し、人権という明るい陽光の中に正面から歩いていく時がきた」という印象的な話をした。皮肉なことにトルーマンとその参謀達は公民権綱領を支持することについて相反する感情を持っていたが、大都市の党ボスの多くは、公民権綱領が自分達の都市で増え続ける黒人に民主党への投票を促すことになると感じて、強く支持した。公民権綱領の採択によって、サウスカロライナ州知事ストロム・サーモンドに率いられる3ダースの南部代議員が会場から出て行くことになった。会場に残った南部代議員はトルーマンに対する警告として、ジョージア州選出アメリカ合衆国上院議員リチャード・ラッセル・ジュニアを民主党大統領候補に推した。それでも947人の代議員がトルーマンに投票し、ラッセルは全て南部から266票を得たに留まった。続いてトルーマンはケンタッキー州選出アメリカ合衆国上院議員アルバン・W・バークリーを副大統領候補に選び、拍手喝采でその指名が決まった。
| 大統領候補指名投票の結果（1948年民主党） |       |
| ハリー・S・トルーマン                    | 947.5 |
| リチャード・ラッセル・ジュニア           | 266   |
| ジェイムズ・A・ロー                      | 15    |
| ポール・マクナット                       | 2.5   |
| アルバン・W・バークリー                  | 1     |

### ディキシークラット党の指名

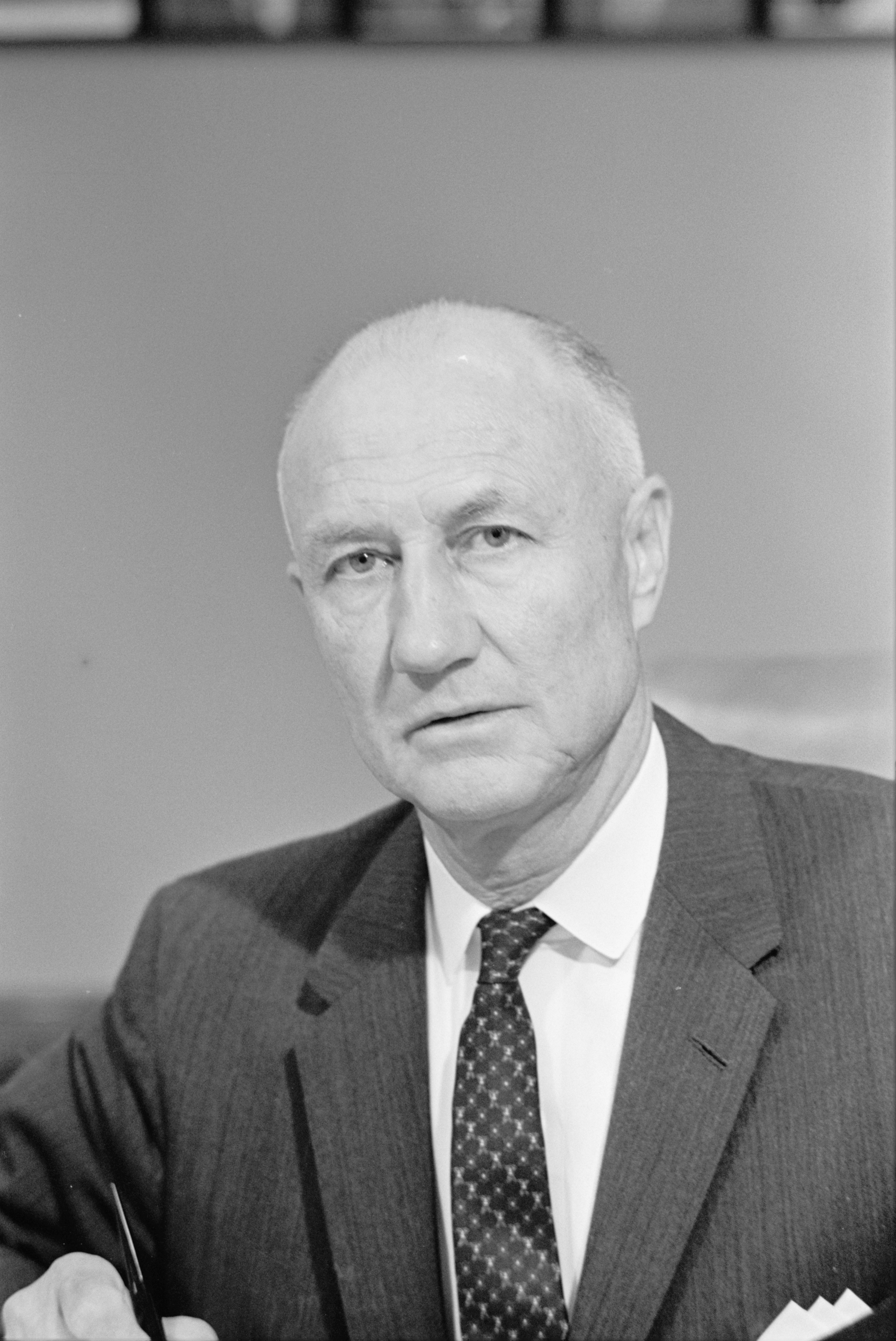
ディキシークラット党の候補者、ストロム・サーモンドサウスカロライナ州知事

トルーマンの公民権綱領採択で民主党全国大会を後にした代議員達は、直ぐにアラバマ州バーミングハムの市民公会堂で集会を開き、また新たな政党を結党し、これを「州権」民主党と名付けた。一般にはディキシークラット党と呼ばれ、南部の人種分離政策とそれを維持するジム・クロウ法の継続を主目標とした。サウスカロライナ州知事ストロム・サーモンドは会場からの退出を主導しており、党の大統領候補になった。ミシシッピ州知事フィールディング・L・ライトが副大統領候補の指名を受けた。ディキシークラットは選挙に勝てるとは思っていなかったが、トルーマンから南部州の票を奪い、どの候補者も過半数を取れない場合に連邦議会下院での選挙に持ち込まれるので、そこでトルーマンかデューイにその支持と引き換えに人種問題に関する譲歩を引き出そうと望んだ。トルーマンが選挙に敗れた場合でも、ディキシークラットの脱党で民主党は国政選挙に勝つためには南部の支持が必要なことを示し、さらにこの事実が北部や西部の民主党の間の公民権支持派を弱めることになると期待した。しかし、南部の民主党指導者の大半（例えばジョージア州知事ハーマン・トールマッジやテネシー州の「ボス」エドワード・H・クランプ）が党の支持を拒んだとき、その力は弱まった。トルーマンは現職大統領であるにも拘わらず、アラバマ州の候補者名簿には載らなかった。

## 一般選挙

### 秋の選挙運動

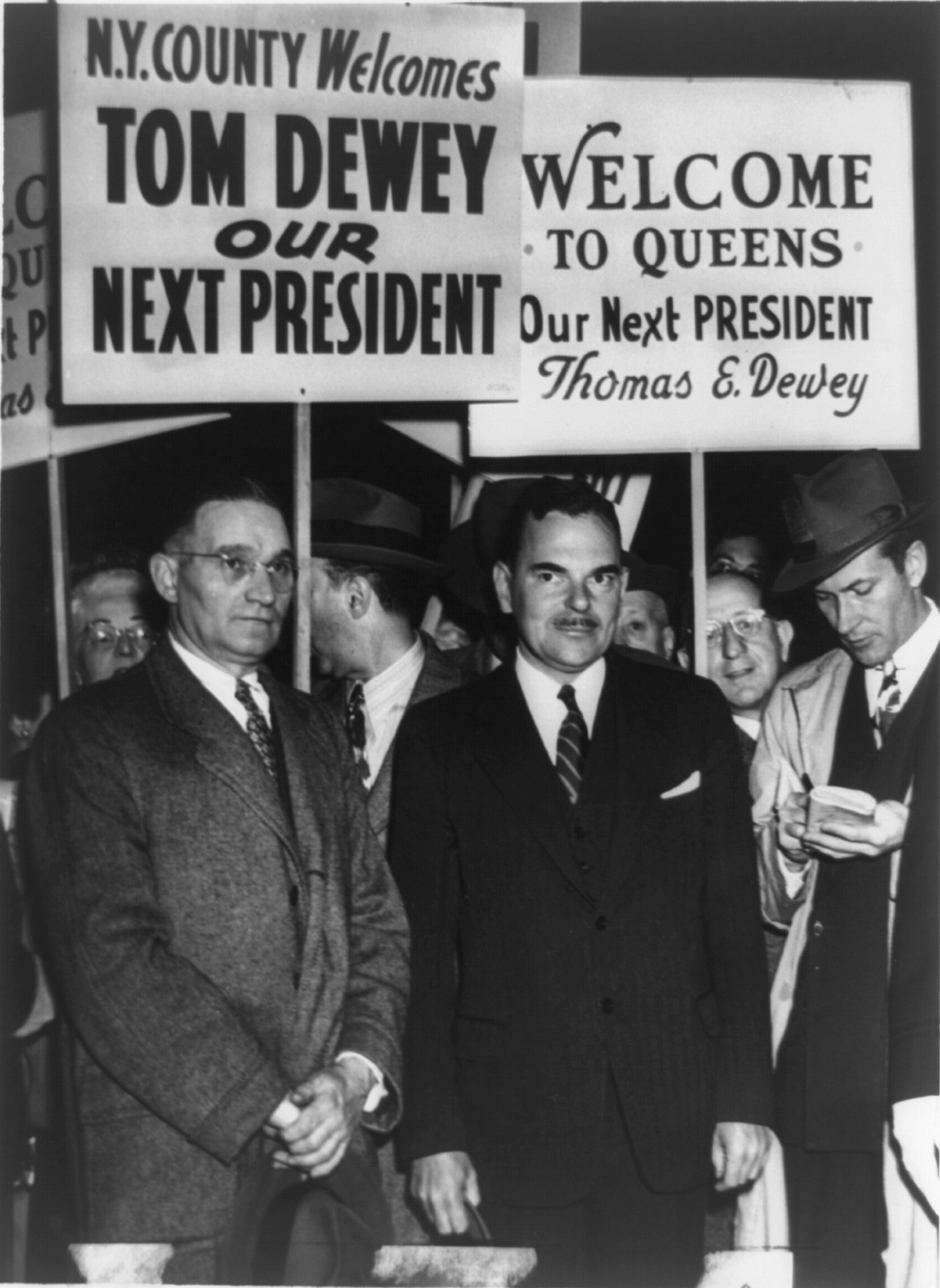
ニューヨークで選挙運動中のデューイ

トルーマンへの支持が下落したことに加えて、民主党が3分裂したことはトルーマンの再選にとって致命的な事態であり、デューイの勝利は不動のものに見えた。そのため、共和党指導部はデューイが勝つためにしなければならないことは「大きな誤りを避けること」だと考えた。デューイはその忠告を守り、極めて慎重に危険を避けるよう心掛けた。当たり障りのない平凡な言葉で話し、議論を呼ぶような問題への言及を避け、大統領になった場合の計画についてもなるべく言及しなかった。また、演説ごとに政治とは関係ない楽観的な断定を入れ、その言葉の中には今日では悪名高い「お解りのように、あなた方の未来は今もあなた方の前にある」というような言葉もあった。ルイビルの『クーリエ・ジャーナル』の社説はそのことを以下のように要約している。
一方で、各種世論調査でリードを許していたトルーマンは、慣習に固執しない激しい選挙運動を採用することにした。デューイを名指しで揶揄し、具体的問題に言及しないことを批判し、共和党が支配する第80議会を執拗かつ辛辣な党派攻撃で愚弄の標的にし、共和党支配の議会に「何もしない議会」と渾名をつけた。これについては共和党の議会指導者（タフト上院議員など）から強い批判を受けたものの、デューイはコメントを出さなかった。実際、デューイは選挙期間中トルーマンの名前を出すことも稀であり、そのことは些細な党派政治よりも上の次元にあるという戦略に適っていた。
共和党はデューイ指導の下で、党大会での綱領を法制化していった。それはすなわち、社会保障の拡大要求、公営住宅の予算拡大、公民権法、および連邦政府による健康管理と教育の促進だった。しかし、これらの立場は保守的な共和党議会指導者には受け入れがたいものだった。トルーマンは敵対する共和党内の亀裂に付け込み、「蕪の日」（7月遅くに蕪を植えることに関するミズーリ州の古い民謡を引用）に議会の特別会期を招集し、敢えて共和党議会指導者に独自の綱領を通させることをした。第80議会はトルーマンの目論見どおり、実質的な法制化という意味ではほとんど何もしない期間となった。いわゆる「蕪」会期における共和党の行動欠如によって、トルーマンは「何もしない」共和党支配の議会を攻撃し続けることができた。トルーマンは、デューイの政策が他の共和党員の大半よりもかなり革新的であるという事実を無視し、第80議会の保守的で何でも反対する傾向に対抗するそのやる気に集中した。デューイの方は超然としたままだった。選挙対策員の助言に従って、トルーマンの攻撃に直接反応しなかった。しかし、これが大きな誤りであったことをデューイは知ることとなる。
選挙運動でトルーマンは国の大半を周り、その巧みな話術で人々を釘付けにし、熱狂的な大群衆に働きかけた。「やつらを地獄に行かせろ、ハリー」が遊説中に立ち止まるごとに叫ばれた人気有るスローガンだった。しかし、世論調査や政治評論家の予測においてはデューイの優位は動かず、トルーマンの努力は無為になるとの予測を続けた。実のところ、トルーマンの参謀も選挙運動は最後の万歳（空しい叫び）と考えていた。選挙に勝てると真剣に考えていたのは当事者のトルーマンだけで、彼は耳を傾ける者に自信ありげに自らの勝利を予告していた。しかし、トルーマンの妻ですら夫が勝てるということに個人的な疑念を抱いていた。
選挙期間の最終週、アメリカの映画館は2大政党の候補者を支持する2本のニューズ映画のような選挙映画を上映することに同意した。それぞれの映画はそれぞれの選挙対策本部によって作られていた。デューイの映画は多額の予算を使い専門家が撮影したもので、高い制作価値があったが、ニューヨーク州知事のイメージを慎重で高いところにあるように取り繕っただけだった。他方、トルーマンの映画は年がら年中資金不足に悩まされていたトルーマンの選挙運動を反映して、実質的に予算無しで急拵えされたものであり、大統領が世界的な出来事に関わったり、重要な法律に署名する様子の既に放映されたニューズ映画が大半だった。しかし意図せず、トルーマンの映画は大統領のイメージを実行し決断する者として映像的に補強することになった。数年後に、歴史家のデイビッド・マカルーは、高価だが精彩を欠いたデューイの映画と安いが実効のあったトルーマンの映画を引用し、まだ誰に投票するかを決めていなかった有権者の投票先を決定させる重要な要因になったと論じた。

### 結果
11月2日の大統領選挙の夜、デューイと家族、選挙運動のスタッフはニューヨーク市のルーズベルト・ホテルに集まり開票速報を待った。トルーマンはシークレットサービスの助けを借りて、カンザスシティで彼を追い回している記者達から逃げ出し、近くの小さなリゾート地ミズーリ州エクセルシア・スプリングスに向かった。地元のホテルに部屋を取り、トルコ式風呂に入り、就寝した。開票速報が流れ始めると、序盤からトルーマンがリードしており、最終的にこれがひっくり返ることは無かった。しかし、NBCラジオのH・V・カルテンボーンのような指導的解説者は、「遅い開票」が入ればデューイがトルーマンのリードを逆転し勝利すると自信を持って予告していた。深夜に目覚めたトルーマンは、部屋のラジオのスイッチを入れた。カルテンボーンが、トルーマンは依然としてリードしているが、おそらく勝てないだろう、とアナウンスするのを聞いた。再び床に就いたトルーマンは午前4時頃再び目を覚まし、自身のリードは200万票近くであるとラジオで聞いたため、カンザスシティに戻ることにした。一方、デューイは開票時間が早いニューヨーク州やニューイングランドにおいて、自身の得票が予想していたものよりかなり少なくなっていると知り、困難な状況にあることを理解した。デューイは夜通し起きて入ってくる開票速報を調べていた。そして、翌朝10時半までには自身の敗北を確信した。その後トルーマン宛てに、敗北宣言の電報を打った。
シカゴ・トリビューンは当時共和党寄りの新聞であり、デューイの勝利を確信して、翌日の見出しとして選挙の夜に「デューイ、トルーマンを破る」と印刷した。翌朝撮影された有名な写真は、この新聞を手にして笑みを浮かべたトルーマンを写したものだった。トルーマンの勝利がこのような衝撃を与えた理由の一端は、勃興しつつあった世論調査の手法にまだ正されていない欠陥があったからだった。選挙における有権者の嗜好の信頼に足ると考えられる調査の多くは電話調査に基づいていた。1948年当時では、これが裕福な有権者（電話を購入することができ、また不変の住所を維持していた）に偏ったサンプル抽出を行うことになった。これらの有権者はデューイを支持する傾向が強かった。トルーマンに対する支持は主に低層および中層の有権者からが多く、彼等はまだ電話を購入する余裕が無く世論調査会社の調査から漏れてしまった。また世論調査会社の中にはデューイの勝利に確固たる自信を持っていたので、選挙の数週間前に調査を止めてしまい、民主党に対する最後の瞬間の支持急上昇を見誤るものもあった。1948年以後、世論調査会社は選挙の前日まで調査を続けることになり、多かれ少なかれリアルタイムでテレビにその結果を流すようになった。
トルーマンが勝利する鍵を握ったのは、カリフォルニア、イリノイ、オハイオの3州だった。トルーマンはこれらの州を得票率1%以下の僅差で全て抑えた。これら3州の選挙人数は合計で78人であり、もしデューイがこの3州全てを制していた場合、一般投票で負けていても選挙人投票では勝つことができた。これら3州の開票状況が非常に拮抗していたことが、デューイが11月3日の朝遅くまで敗北宣言を出さなかった大きな理由だった。同じように僅差でトルーマンはアイダホ州の選挙人を獲得した。デューイは逆に、当時選挙人数が最大だったニューヨーク州とペンシルベニア州を僅差で制し、ミシガン州も押さえたが、それだけでは大統領選出には不足していた。デューイは、1944年の選挙で勝利した中西部の田園地帯で敗れたので選挙全体を失ったと考えていた。
トルーマンの勝利は多くの要因に帰せられる。その攻撃的な人民主義的選挙運動方式、デューイの選挙運動におけるぬるま湯につかって主要な事柄から距離を置いた姿勢、およびトルーマンの攻撃に反論しなかったこと、一般選挙の最終段階で大衆世論に大きな変化が起こったこと（アメリカの選挙では稀である）、その年の有名なベルリン空輸のようなトルーマンの外交政策が広く大衆に認められたこと、またトルーマンが「何もしない、何も無くても良い第80共和党議会」と名前を付けた議会への不満があった。また、民主党は大統領選を制しただけでなく、議会両院も制した。さらに議会の3分の2となった民主党も予想した程にはトルーマンを妨害するようなことはなかった。
サーモンドのディキシークラット党は南部4州を制したに留まり、予想よりも低迷した。これは、公民権綱領が人口の多い北部や中西部の黒人票で大多数をトルーマンに獲得させ、イリノイ州やオハイオ州のような州でトルーマンの違いを際立たせたことに起因する。ウォレスの進歩党は一般投票でわずか2.5%の得票を得たのみで、これも予想を大きく下回った。ウォレスは多くの政治評論家が予測したような革新票の多くをトルーマンから奪うことが出来なかった。
この大統領選挙は、アメリカ大統領選挙の歴史では、勝者がペンシルベニアとニューヨーク両州を落としたことでは2度目となった（1916年選挙が1度目、この後は1968年、2000年および2004年があった）。トルーマンは、再選を勝ち取ることのできた戦争指導者だったことから、世界中から選挙結果に対する反響があった。2023年現在、トルーマンは再選を勝ち取った大統領の中では最も人気の無かった大統領であるが、退任後の数十年の間に国内における評価は上昇しており、20世紀における偉大な大統領の1人として記憶されている。
| 大統領選の結果                          |                       |            |            |              |                                          |              |
| 大統領候補者 出身州                     | 党                    | 得票数     | 得票率     | 選挙人得票数 | 副大統領候補者 出身州                    | 選挙人得票数 |
| ハリー・S・トルーマン ミズーリ州        | 民主党(a)             | 24,179,347 | 49.6%      | 303          | アルバン・W・バークリー ケンタッキー州   | 303          |
| トマス・E・デューイ ニューヨーク州      | 共和党(b)             | 21,991,292 | 45.1%      | 189          | アール・ウォーレン カリフォルニア州      | 189          |
| ストロム・サーモンド サウスカロライナ州 | ディキシークラット党  | 1,175,930  | 2.4%       | 39           | フィールディング・L・ライト ミシシッピ州 | 39           |
| ヘンリー・A・ウォレス アイオワ州        | 進歩党 アメリカ労働党 | 1,157,328  | 2.4%       | 0            | グレン・H・テイラー アイダホ州           | 0            |
| ノーマン・トーマス ニューヨーク州       | アメリカ社会党        | 139,569    | 0.3%       | 0            | タッカー・P・スミス ミシガン州           | 0            |
| クロード・ワトソン カリフォルニア州     | 禁酒党                | 103,708    | 0.2%       | 0            | ダニエル・ラーン ペンシルベニア州        | 0            |
| その他                                  | -                     | 46,361     | 0.1%       | 0            | -                                        | 0            |
| 合計                                    | 合計                  | 48,793,535 | 100%       | 531          | -                                        | 531          |
| 選出必要数                              | 選出必要数            | 選出必要数 | 選出必要数 | 266          | -                                        | 266          |

(a) ニューヨーク州のトルーマンの得票は候補者名簿の民主党と自由党の合計である。民主党で2,557,642票、自由党で222,562票を獲得した。

(b) ミシシッピ州のデューイと得票は共和党と独立共和党の合計である。共和党で2595票、独立共和党で2448票を獲得した。

#### 州ごとの結果
| トルーマン/バークリーが勝利した州 |
| デューイ/ウォーレンが勝利した州   |
| サーモンド/ライトが勝利した州     |

|                      |          | ハリー・S・トルーマン 民主党 | ハリー・S・トルーマン 民主党 | ハリー・S・トルーマン 民主党 | トーマス・E・デューイ 共和党 | トーマス・E・デューイ 共和党 | トーマス・E・デューイ 共和党 | ストロム・サーモンド ディキシークラット党 | ストロム・サーモンド ディキシークラット党 | ストロム・サーモンド ディキシークラット党 | ヘンリー・ウォレス 進歩党 | ヘンリー・ウォレス 進歩党 | ヘンリー・ウォレス 進歩党 | ノーマン・トーマス アメリカ社会党 | ノーマン・トーマス アメリカ社会党 | ノーマン・トーマス アメリカ社会党 | その他  | その他 | その他   | 票差      | 票差   | 州計       | 州計 |
| 州                   | 選挙人数 | #                            | %                            | 選挙人数                     | #                            | %                            | 選挙人数                     | #                                         | %                                         | 選挙人数                                  | #                         | %                         | 選挙人数                  | #                                 | %                                 | 選挙人数                          | #       | %      | 選挙人数 | #         | %      | #          |      |
| -------------------- | -------- | ---------------------------- | ---------------------------- | ---------------------------- | ---------------------------- | ---------------------------- | ---------------------------- | ----------------------------------------- | ----------------------------------------- | ----------------------------------------- | ------------------------- | ------------------------- | ------------------------- | --------------------------------- | --------------------------------- | --------------------------------- | ------- | ------ | -------- | --------- | ------ | ---------- | ---- |
| アラバマ州           | 11       | -                            | -                            | -                            | 40,930                       | 19.04                        | -                            | 171,443                                   | 79.75                                     | 11                                        | 1,522                     | 0.71                      | -                         | -                                 | -                                 | -                                 | 1,085   | 0.50   | -        | -130,513  | -60.71 | 214,980    | AL   |
| アリゾナ州           | 4        | 95,251                       | 53.79                        | 4                            | 77,597                       | 43.82                        | -                            | -                                         | -                                         | -                                         | 3,310                     | 1.87                      | -                         | -                                 | -                                 | -                                 | 907     | 0.51   | -        | 17,654    | 9.97   | 177,065    | AZ   |
| アーカンソー州       | 9        | 149,659                      | 61.72                        | 9                            | 50,959                       | 21.02                        | -                            | 40,068                                    | 16.52                                     | -                                         | 751                       | 0.31                      | -                         | 1,037                             | 0.43                              | -                                 | 1       | 0.00   | -        | 98,700    | 40.71  | 242,475    | AR   |
| カリフォルニア州     | 25       | 1,913,134                    | 47.57                        | 25                           | 1,895,269                    | 47.13                        | -                            | 1,228                                     | 0.03                                      | -                                         | 190,381                   | 4.73                      | -                         | 3,459                             | 0.09                              | -                                 | 18,067  | 0.45   | -        | 17,865    | 0.44   | 4,021,538  | CA   |
| コロラド州           | 6        | 267,288                      | 51.88                        | 6                            | 239,714                      | 46.52                        | -                            | -                                         | -                                         | -                                         | 6,115                     | 1.19                      | -                         | 1,678                             | 0.33                              | -                                 | 442     | 0.09   | -        | 27,574    | 5.35   | 515,237    | CO   |
| コネチカット州       | 8        | 423,297                      | 47.91                        | -                            | 437,754                      | 49.55                        | 8                            | -                                         | -                                         | -                                         | 13,713                    | 1.55                      | -                         | 6,964                             | 0.79                              | -                                 | 1,790   | 0.20   | -        | -14,457   | -1.64  | 883,518    | CT   |
| デラウェア州         | 3        | 67,813                       | 48.76                        | -                            | 69,588                       | 50.04                        | 3                            | -                                         | -                                         | -                                         | 1,050                     | 0.75                      | -                         | 250                               | 0.18                              | -                                 | 372     | 0.27   | -        | -1,775    | -1.28  | 139,073    | DE   |
| フロリダ州           | 8        | 281,988                      | 48.82                        | 8                            | 194,280                      | 33.63                        | -                            | 89,755                                    | 15.54                                     | -                                         | 11,620                    | 2.01                      | -                         | -                                 | -                                 | -                                 | -       | -      | -        | 87,708    | 15.18  | 577,643    | FL   |
| ジョージア州         | 12       | 254,646                      | 60.81                        | 12                           | 76,691                       | 18.31                        | -                            | 85,055                                    | 20.31                                     | -                                         | 1,636                     | 0.39                      | -                         | 3                                 | 0.00                              | -                                 | 733     | 0.18   | -        | 169,591   | 40.50  | 418,764    | GA   |
| アイダホ州           | 4        | 107,370                      | 49.98                        | 4                            | 101,514                      | 47.26                        | -                            | -                                         | -                                         | -                                         | 4,972                     | 2.31                      | -                         | 332                               | 0.15                              | -                                 | 628     | 0.29   | -        | 5,856     | 2.73   | 214,816    | ID   |
| イリノイ州           | 28       | 1,994,715                    | 50.07                        | 28                           | 1,961,103                    | 49.22                        | -                            | -                                         | -                                         | -                                         | -                         | -                         | -                         | 11,522                            | 0.29                              | -                                 | 16,706  | 0.42   | -        | 33,612    | 0.84   | 3,984,046  | IL   |
| インディアナ州       | 13       | 807,833                      | 48.78                        | -                            | 821,079                      | 49.58                        | 13                           | -                                         | -                                         | -                                         | 9,649                     | 0.58                      | -                         | 2,179                             | 0.13                              | -                                 | 15,474  | 0.93   | -        | -13,246   | -0.80  | 1,656,214  | IN   |
| アイオワ州           | 10       | 522,380                      | 50.31                        | 10                           | 494,018                      | 47.58                        | -                            | -                                         | -                                         | -                                         | 12,125                    | 1.17                      | -                         | 1,829                             | 0.18                              | -                                 | 7,912   | 0.76   | -        | 28,362    | 2.73   | 1,038,264  | IA   |
| カンザス州           | 8        | 351,902                      | 44.61                        | -                            | 423,039                      | 53.63                        | 8                            | -                                         | -                                         | -                                         | 4,603                     | 0.58                      | -                         | 2,807                             | 0.36                              | -                                 | 6,468   | 0.82   | -        | -71,137   | -9.02  | 788,819    | KS   |
| ケンタッキー州       | 11       | 466,756                      | 56.74                        | 11                           | 341,210                      | 41.48                        | -                            | 10,411                                    | 1.27                                      | -                                         | 1,567                     | 0.19                      | -                         | 1,284                             | 0.16                              | -                                 | 1,430   | 0.17   | -        | 125,546   | 15.26  | 822,658    | KY   |
| ルイジアナ州         | 10       | 136,344                      | 32.75                        | -                            | 72,657                       | 17.45                        | -                            | 204,290                                   | 49.07                                     | 10                                        | 3,035                     | 0.73                      | -                         | -                                 | -                                 | -                                 | 10      | 0.00   | -        | -67,946   | -16.32 | 416,336    | LA   |
| メイン州             | 5        | 111,916                      | 42.27                        | -                            | 150,234                      | 56.74                        | 5                            | -                                         | -                                         | -                                         | 1,884                     | 0.71                      | -                         | 547                               | 0.21                              | -                                 | 206     | 0.08   | -        | -38,318   | -14.47 | 264,787    | ME   |
| メリーランド州       | 8        | 286,521                      | 48.01                        | -                            | 294,814                      | 49.40                        | 8                            | 2,476                                     | 0.41                                      | -                                         | 9,983                     | 1.67                      | -                         | 2,941                             | 0.49                              | -                                 | -       | -      | -        | -8,293    | -1.39  | 596,735    | MD   |
| マサチューセッツ州   | 16       | 1,151,788                    | 54.66                        | 16                           | 909,370                      | 43.16                        | -                            | -                                         | -                                         | -                                         | 38,157                    | 1.81                      | -                         | -                                 | -                                 | -                                 | 7,831   | 0.37   | -        | 242,418   | 11.50  | 2,107,146  | MA   |
| ミシガン州           | 19       | 1,003,448                    | 47.57                        | -                            | 1,038,595                    | 49.23                        | 19                           | -                                         | -                                         | -                                         | 46,515                    | 2.20                      | -                         | 6,063                             | 0.29                              | -                                 | 14,988  | 0.71   | -        | -35,147   | -1.67  | 2,109,609  | MI   |
| ミネソタ州           | 11       | 692,966                      | 57.16                        | 11                           | 483,617                      | 39.89                        | -                            | -                                         | -                                         | -                                         | 27,866                    | 2.30                      | -                         | 4,646                             | 0.38                              | -                                 | 3,131   | 0.26   | -        | 209,349   | 17.27  | 1,212,226  | MN   |
| ミシシッピ州         | 9        | 19,384                       | 10.09                        | -                            | 5,043                        | 2.62                         | -                            | 167,538                                   | 87.17                                     | 9                                         | 225                       | 0.12                      | -                         | -                                 | -                                 | -                                 | -       | -      | -        | -148,154  | -77.09 | 192,190    | MS   |
| ミズーリ州           | 15       | 917,315                      | 58.11                        | 15                           | 655,039                      | 41.49                        | -                            | 42                                        | 0.00                                      | -                                         | 3,998                     | 0.25                      | -                         | 2,222                             | 0.14                              | -                                 | 12      | 0.00   | -        | 262,276   | 16.61  | 1,578,628  | MO   |
| モンタナ州           | 4        | 119,071                      | 53.09                        | 4                            | 96,770                       | 43.15                        | -                            | -                                         | -                                         | -                                         | 7,313                     | 3.26                      | -                         | 695                               | 0.31                              | -                                 | 429     | 0.19   | -        | 22,301    | 9.94   | 224,278    | MT   |
| ネブラスカ州         | 6        | 224,165                      | 45.85                        | -                            | 264,774                      | 54.15                        | 6                            | -                                         | -                                         | -                                         | -                         | -                         | -                         | -                                 | -                                 | -                                 | 1       | 0.00   | -        | -40,609   | -8.31  | 488,940    | NE   |
| ネバダ州             | 3        | 31,291                       | 50.37                        | 3                            | 29,357                       | 47.26                        | -                            | -                                         | -                                         | -                                         | 1,469                     | 2.36                      | -                         | -                                 | -                                 | -                                 | -       | -      | -        | 1,934     | 3.11   | 62,117     | NV   |
| ニューハンプシャー州 | 4        | 107,995                      | 46.66                        | -                            | 121,299                      | 52.41                        | 4                            | 7                                         | 0.00                                      | -                                         | 1,970                     | 0.85                      | -                         | 86                                | 0.04                              | -                                 | 83      | 0.04   | -        | -13,304   | -5.75  | 231,440    | NH   |
| ニュージャージー州   | 16       | 895,455                      | 45.93                        | -                            | 981,124                      | 50.33                        | 16                           | -                                         | -                                         | -                                         | 42,683                    | 2.19                      | -                         | 10,521                            | 0.54                              | -                                 | 19,772  | 1.01   | -        | -85,669   | -4.39  | 1,949,555  | NJ   |
| ニューメキシコ州     | 4        | 105,464                      | 56.38                        | 4                            | 80,303                       | 42.93                        | -                            | -                                         | -                                         | -                                         | 1,037                     | 0.55                      | -                         | 83                                | 0.04                              | -                                 | 176     | 0.09   | -        | 25,161    | 13.45  | 187,063    | NM   |
| ニューヨーク州       | 47       | 2,780,204                    | 45.01                        | -                            | 2,841,163                    | 45.99                        | 47                           | -                                         | -                                         | -                                         | 509,559                   | 8.25                      | -                         | 40,879                            | 0.66                              | -                                 | 5,532   | 0.09   | -        | -60,959   | -0.99  | 6,177,337  | NY   |
| ノースカロライナ州   | 14       | 459,070                      | 58.02                        | 14                           | 258,572                      | 32.68                        | -                            | 69,652                                    | 8.80                                      | -                                         | 3,915                     | 0.49                      | -                         | -                                 | -                                 | -                                 | -       | -      | -        | 200,498   | 25.34  | 791,209    | NC   |
| ノースダコタ州       | 4        | 95,812                       | 43.41                        | -                            | 115,139                      | 52.17                        | 4                            | 374                                       | 0.17                                      | -                                         | 8,391                     | 3.80                      | -                         | 1,000                             | 0.45                              | -                                 | -       | -      | -        | -19,327   | -8.76  | 220,716    | ND   |
| オハイオ州           | 25       | 1,452,791                    | 49.48                        | 25                           | 1,445,684                    | 49.24                        | -                            | -                                         | -                                         | -                                         | 37,596                    | 1.28                      | -                         | -                                 | -                                 | -                                 | -       | -      | -        | 7,107     | 0.24   | 2,936,071  | OH   |
| オクラホマ州         | 10       | 452,782                      | 62.75                        | 10                           | 268,817                      | 37.25                        | -                            | -                                         | -                                         | -                                         | -                         | -                         | -                         | -                                 | -                                 | -                                 | -       | -      | -        | 183,965   | 25.49  | 721,599    | OK   |
| オレゴン州           | 6        | 243,147                      | 46.40                        | -                            | 260,904                      | 49.78                        | 6                            | -                                         | -                                         | -                                         | 14,978                    | 2.86                      | -                         | 5,051                             | 0.96                              | -                                 | -       | -      | -        | -17,757   | -3.39  | 524,080    | OR   |
| ペンシルベニア州     | 35       | 1,752,426                    | 46.92                        | -                            | 1,902,197                    | 50.93                        | 35                           | -                                         | -                                         | -                                         | 55,161                    | 1.48                      | -                         | 11,325                            | 0.30                              | -                                 | 14,039  | 0.38   | -        | -149,771  | -4.01  | 3,735,148  | PA   |
| ロードアイランド州   | 4        | 188,736                      | 57.59                        | 4                            | 135,787                      | 41.44                        | -                            | -                                         | -                                         | -                                         | 2,619                     | 0.80                      | -                         | 429                               | 0.13                              | -                                 | 131     | 0.04   | -        | 52,949    | 16.16  | 327,702    | RI   |
| サウスカロライナ州   | 8        | 34,423                       | 24.14                        | -                            | 5,386                        | 3.78                         | -                            | 102,607                                   | 71.97                                     | 8                                         | 154                       | 0.11                      | -                         | 1                                 | 0.00                              | -                                 | -       | -      | -        | -68,184   | -47.82 | 142,571    | SC   |
| サウスダコタ州       | 4        | 117,653                      | 47.04                        | -                            | 129,651                      | 51.84                        | 4                            | -                                         | -                                         | -                                         | 2,801                     | 1.12                      | -                         | -                                 | -                                 | -                                 | -       | -      | -        | -11,998   | -4.80  | 250,105    | SD   |
| テネシー州           | 12       | 270,402                      | 49.14                        | 11                           | 202,914                      | 36.87                        | -                            | 73,815                                    | 13.41                                     | 1                                         | 1,864                     | 0.34                      | -                         | 1,288                             | 0.23                              | -                                 | -       | -      | -        | 67,488    | 12.26  | 550,283    | TN   |
| テキサス州           | 23       | 824,235                      | 65.96                        | 23                           | 303,467                      | 24.29                        | -                            | 113,776                                   | 9.11                                      | -                                         | 3,920                     | 0.31                      | -                         | 919                               | 0.07                              | -                                 | 3,260   | 0.26   | -        | 520,768   | 41.68  | 1,249,577  | TX   |
| ユタ州               | 4        | 149,151                      | 53.98                        | 4                            | 124,402                      | 45.02                        | -                            | -                                         | -                                         | -                                         | 2,679                     | 0.97                      | -                         | -                                 | -                                 | -                                 | 73      | 0.03   | -        | 24,749    | 8.96   | 276,305    | UT   |
| バーモント州         | 3        | 45,557                       | 36.92                        | -                            | 75,926                       | 61.54                        | 3                            | -                                         | -                                         | -                                         | 1,279                     | 1.04                      | -                         | 585                               | 0.47                              | -                                 | 35      | 0.03   | -        | -30,369   | -24.61 | 123,382    | VT   |
| バージニア州         | 11       | 200,786                      | 47.89                        | 11                           | 172,070                      | 41.04                        | -                            | 43,393                                    | 10.35                                     | -                                         | 2,047                     | 0.49                      | -                         | 726                               | 0.17                              | -                                 | 234     | 0.06   | -        | 28,716    | 6.85   | 419,256    | VA   |
| ワシントン州         | 8        | 476,165                      | 52.61                        | 8                            | 386,315                      | 42.68                        | -                            | -                                         | -                                         | -                                         | 31,692                    | 3.50                      | -                         | 3,534                             | 0.39                              | -                                 | 7,353   | 0.81   | -        | 89,850    | 9.93   | 905,059    | WA   |
| ウェストバージニア州 | 8        | 429,188                      | 57.32                        | 8                            | 316,251                      | 42.24                        | -                            | -                                         | -                                         | -                                         | 3,311                     | 0.44                      | -                         | -                                 | -                                 | -                                 | -       | -      | -        | 112,937   | 15.08  | 748,750    | WV   |
| ウィスコンシン州     | 12       | 647,310                      | 50.70                        | 12                           | 590,959                      | 46.28                        | -                            | -                                         | -                                         | -                                         | 25,282                    | 1.98                      | -                         | 12,547                            | 0.98                              | -                                 | 702     | 0.05   | -        | 56,351    | 4.41   | 1,276,800  | WI   |
| ワイオミング州       | 3        | 52,354                       | 51.62                        | 3                            | 47,947                       | 47.27                        | -                            | -                                         | -                                         | -                                         | 931                       | 0.92                      | -                         | 137                               | 0.14                              | -                                 | 56      | 0.06   | -        | 4,407     | 4.35   | 101,425    | WY   |
| 合計:                | 531      | 24,179,347                   | 49.55                        | 303                          | 21,991,292                   | 45.07                        | 189                          | 1,175,930                                 | 2.41                                      | 39                                        | 1,157,328                 | 2.37                      | -                         | 139,569                           | 0.29                              | -                                 | 150,069 | 0.31   | -        | 2,188,055 | 4.48   | 48,793,535 | US   |

#### 接戦だった州
青字は民主党、赤字は共和党が勝利したことを示す。数字は得票率の差。
得票率差1%未満 (選挙人数138):
1. オハイオ州, 0.24%
2. カリフォルニア州, 0.44%
3. インディアナ州, 0.80%
4. イリノイ州, 0.84%
5. ニューヨーク州, 0.99%

得票率差5%未満 (選挙人数131):
1. デラウェア州, 1.28%
2. メリーランド州, 1.39%
3. コネチカット州, 1.64%
4. ミシガン州, 1.67%
5. アイオワ州, 2.73%
6. アイダホ州, 2.73%
7. ネバダ州, 3.11%
8. オレゴン州, 3.39%
9. ペンシルベニア州, 4.01%
10. ワイオミング州, 4.35%
11. ニュージャージー州, 4.39%
12. ウィスコンシン州, 4.41%
13. サウスダコタ州, 4.80%

得票率差5%以上10%未満 (選挙人数59):
1. コロラド州, 5.35%
2. ニューハンプシャー州, 5.75%
3. バージニア州, 6.85%
4. ネブラスカ州, 8.31%
5. ノースダコタ州, 8.76%
6. ユタ州, 8.96%
7. カンザス州, 9.02%
8. ワシントン州, 9.93%
9. モンタナ州, 9.94%
10. アリゾナ州, 9.97%

### 一次史料
- Neal, Steve (2003). Miracle of '48: Harry Truman's Major Campaign Speeches & Selected Whistle-Stops. Southern Illinois University Press